# Gleichenia squamosa
Gleichenia squamosa là một loài dương xỉ trong họ Gleicheniaceae. Loài này được Brade mô tả khoa học đầu tiên năm 1948.
Danh pháp khoa học của loài này chưa được làm sáng tỏ. 